# Sympagurus
Sympagurus is een geslacht van kreeftachtigen uit de klasse van de Malacostraca (hogere kreeftachtigen).

## Soorten
- Sympagurus acinops Lemaitre, 1989
- Sympagurus affinis (Henderson, 1888)
- Sympagurus andersoni (Henderson, 1896)
- Sympagurus aurantium Lemaitre, 2004
- Sympagurus brevipes (de Saint Laurent, 1972)
- Sympagurus burkenroadi Thompson, 1943
- Sympagurus chani Lemaitre, 2004
- Sympagurus dimorphus (Studer, 1883)
- Sympagurus dofleini (Balss, 1912)
- Sympagurus pictus Smith, 1883
- Sympagurus planimanus (de Saint Laurent, 1972)
- Sympagurus poupini Lemaitre, 1994
- Sympagurus soela Lemaitre, 1996
- Sympagurus spinimanus (Balss, 1911)
- Sympagurus symmetricus Lemaitre, 2004
- Sympagurus trispinosus (Balss, 1911)
- Sympagurus villosus Lemaitre, 1996